# Chiesa del Sacro Cuore (Campi Bisenzio)
La chiesa del Sacro Cuore è il più recente luogo di culto cattolico di Campi Bisenzio, sede dell'omonima parrocchia appartenente all'arcidiocesi di Firenze.

## Storia
La Parrocchia del Sacro Cuore di Gesù a Campi Bisenzio nacque - come necessità nei primi anni '70 in seguito al boom edilizio della città, che aveva accresciuto notevolmente il popolo di Campi; Mons. Pietro Santoni, Parroco della Pieve di Santo Stefano a Campi Bisenzio, incaricò Don Bruno Verdiani, fino ad allora Cappellano in Pieve, di costruire sia spiritualmente che materialmente, una nuova parrocchia nella parte orientale del paese.
In un primo tempo le funzioni vennero celebrate in una chiesa prefabbricata situata nell'ultimo tratto del Viale Bruno Buozzi ma il primo titolare della nuova parrocchia, l'attivissimo Don Bruno Verdiani, si diede subito da fare per costruire una vera e propria chiesa.
I lavori per la nuova chiesa, progettata e realizzata in uno stile moderno e funzionale, iniziarono nel 1981 e furono terminati nel 1985.